# Назаров, Дмитрий Аркадьевич
Дмитрий Аркадьевич Назаров (укр. Дмитро Аркадійович Назаров; род. 3 августа 1977, Феодосия, Крымская область) — украинский футболист, защитник.

## Карьера
Воспитанник футбольной школы «Таврии», выступал за команду в течение 9 лет (с 1994 по 2002 годы), провёл в её составе в Высшей лиге 119 матчей. Бронзовый призёр юношеского (U-16) первенства Европы 1993 года в составе сборной Украины. Также защищал цвета мариупольского «Металлурга», симферопольского «Динамо-ИгроСервиса» и «Севастополя». В феврале 2008 года вернулся в «Таврию», в которой провёл 21 матч и забил 1 матч. В январе 2009 года получил статус свободного агента.
В 2014 году, после аннексии Крыма Россией принял российское гражданство.
В июле 2016 года стал тренером ялтинского «Рубина», выступающего в чемпионате Крыма.
В 2019—2020 годах работал тренером в ДЮСШ «Евпатория». С 2020 года работает академии футбола Крыма тренером команды 2004 года рождения